# ولودیا آبراهامیان (سیاستمدار)
ولودیا آرتاوازدی آبراهامیان (ارمنی: Վոլոդյա Արտավազդի Աբրահամյան؛ زادهٔ ۶ ژوئیهٔ ۱۹۳۹) یک  سیاستمدار اهل ارمنستان است که از تاریخ ۱۹۹۰ تا تاریخ ۱۹۹۵ سمت نمایندگی دوره اول شورای عالی جمهوری ارمنستان را برعهده داشت.

## زندگی‌نامه
در ۶ ژوئیهٔ ۱۹۳۹ در ارمنستان به دنیا آمد . 